# François Maresmes
François Maresmes (en valencien Francesc Maresmes) né à Sagonte, Province de Valence, en Espagne vers 1377 et mort en 1463, est un moine chartreux, prieur de la Grande Chartreuse. 

## Biographie
François Maresmes entre en 1402 à la chartreuse de Porta Coeli, procureur et sacristain en 1406, et prieur en 1414.
Il participe, en 1418, à l'ambassade qui trouve un accord avec la Grande Chartreuse pour  la réunification à l'ordre des Chartreux, des sept chartreuses hispaniques. Il obtient à Florence l'entérinement des modalités par la curie et revient en Chartreuse, le 11 avril 1419, pour faire part de l'accord pontifical. Après délibération
avec les moines à la Grande Chartreuse, il prend alors seul la décision de présenter la démission de Guillaume de Mota, alors prieur général des chartreuses schismatiques à Val de Christo, laquelle est reçue par un chapitre privé, tandis que Jean de Griffenberg demeure en fonction. Guillaume de Mota accepte et revient à la Grande Chartreuse en compagnie de François Maresme.
François Maresmes est désigné le 15 mai 1419, par le chapitre général, visiteur de la province de Catalogne. Il s'occupe des premiers développements de la chartreuse de Montalegre. En 1425, il devient prieur de la chartreuse de Val de Christo et tente de ramener sous l'autorité de Rome les derniers tenants de Benoît XIII. En 1433, il se rend au concile de Bâle où il représente les chartreux en compagnie d'autres prieurs de l'ordre, il abandonne le priorat de Val de Christo et devient moine de Grande Chartreuse où il est appelé pour être coadjuteur de Guillaume de La Motte.
Il devient prieur de Grande Chartreuse et général de l'ordre  de 1437 à 1463.